# Surányi János (agrármérnök)
Surányi János (Győr, 1886. február 12. – Budapest, 1965. november 8.) magyar mezőgazdász, egyetemi tanár, az MTA tagja (levelező 1945-49; 1954, rendes 1960), Kossuth-díjas (1957).
Egyes takarmánynövények honosítása (takarmánycirok) és a búza, kukorica termesztésének korszerűsítése területén ért el kimagasló eredményeket.

## Életpályája
1906-ban végzett a Magyaróvári Magyar Királyi Gazdasági Akadémián, végzés után a magyaróvári Országos Növénytermelési Kísérleti Állomás asszisztenseként kezdett dolgozni, kutatómunkát végzett, 1933-37 közt a Kísérleti Állomás igazgatója volt, közben a Gazdaságtudományegyetemen 1932-ben doktorált és a növénytermesztéstani tanszéken nyilvános rendes tanárként működött 1949-ig. 1949-ben félreállították. 1952-1955-ig a martonvásári Mezőgazdasági Kutatóintézet osztályvezetője volt, 1955-ben végleg nyugdíjazták. A tudományos közéletből nem szorult ki, az MTA keretein belül publikálta még néhány mezőgazdasági kutatással kapcsolatos eredményét, s dolgozott a német-magyar és a magyar-német mezőgazdasági szótáron. Ezek a szakszótárak az 1960-as és az 1970-es években jó szolgálatot tettek a kutatóknak.

## Főbb művei
- A kásaköles és termesztése. Budapest : Pátria, 1921. 25 p.
- Kukoricafajták és termesztésük. Villax Ödönnel. Budapest, 1932
- A mezőgazdasági növénytermesztés. Budapest : Királyi Magyar Egyetemi Ny., 1942. Klny. A mai világ képe IV. kötetből 279-294. p.
- A szántóföldi kettőstermesztés módszerei és növényei. Budapest, 1952
- A kukorica és termesztése. Mándy Györggyel. Budapest, 1956
- Mezőgazdasági növénytermesztésünk, különösen takarmánytermesztésünk fejlesztése honosításokkal. [Budapest] : [Magyar Tudományos Akadémia], 1956. Klny. A Magyar Tudományos Akadémia Agrártudományok osztályának közleményeiből, VIII. köt. 3-4. sz. 321-345. p.
- Német - magyar mezőgazdasági szótár = Landwirtschaftliches Wörterbuch deutsch-ungarisch. Kunffy Zoltánnal, Szily Ernővel. Budapest : Terra, 1960. 496 p. (Kisszótár sorozat)[6]
- Magyar-német mezőgazdasági szótár = Landwirtschaftliches Wörterbuch ungarisch-deutsch. Kunffy Zoltánnal. Budapest : Terra, 1966. 621 p.[7]

## Díjak
- Kossuth-díj (1957)